# Дате, Генрих
Курт Ге́нрих Да́те (нем. Curt Heinrich Dathe, 7 ноября 1910 года — 6 января 1991 года) — немецкий зоолог, основатель и первый директор зоопарка Фридрихсфельде.

## Биография
Генрих Дате родился 7 ноября 1910 года в небольшом городке Райхенбах на юго-западе Саксонии в семье управляющего делами адвокатской конторы Курта Конрада Дате и его жены Берты Ольги Хайне. В 1924 году семья Дате переезжает в Лейпциг, где Генрих получает аттестат зрелости, а затем изучает естественные науки в Лейпцигском университете, по окончании которого в 1936 году работает ассистентом в городском зоопарке. В сентябре 1939 года Дате призывается в действующую армию, но после ранения, полученного им во Франции, служит на штабных должностях в Дрездене и Лейпциге, что позволяет ему и дальше работать в зоопарке. В марте 1945 года Генриха снова посылают на фронт — теперь в Италию, где он и встречает окончание войны сначала в американском, а потом и английском плену, из которого освобождается только в конце 1947 года. Поначалу для возвратившегося в Лейпциг Дате из-за его членства в НСДАП путь на прежнюю работу закрыт, и лишь спустя почти три года (после проверки степени его участия в нацистской партии) он вновь становится сотрудником Лейпцигского зоопарка. В августе 1954 года Дате становится первым руководителем тогда ещё только планировавшегося восточноберлинского зоопарка, оставаясь в этой должности до декабря 1990 года (в 1955—1957 годах параллельно возглавляя и Лейпцигский зоопарк). Спустя всего несколько недель после увольнения 80-летний Генрих Дате умирает во Фридрихсфельде.
Дате был дважды женат, и в первом браке, продлившемся более 40 лет, у него родились дочь и двое сыновей, причём последние пошли по стопам отца и тоже стали зоологами.

## Дате — директор зоопарка Фридрихсфельде

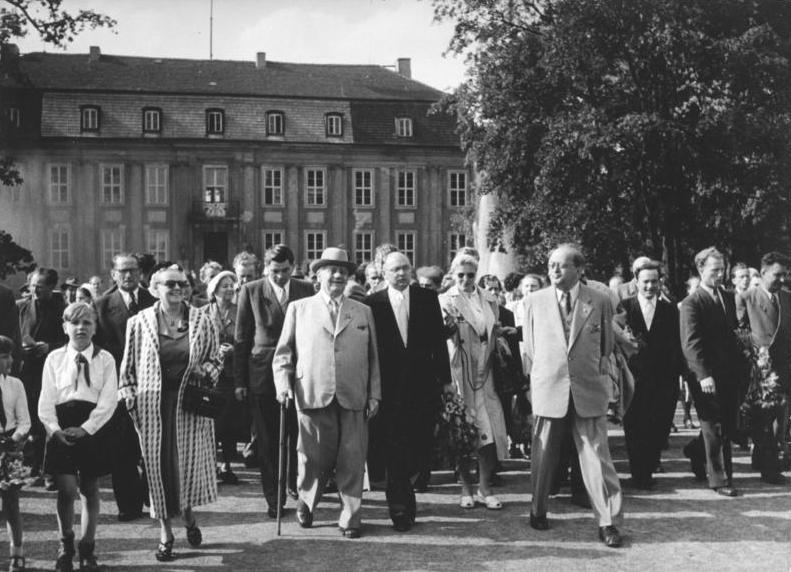
Открытие зоопарка Фридрихсфельде
(Дате между президентом Вильгельмом Пиком и обер-бургомистром Берлина Фридрихом Эбертом)

Поскольку при послевоенном разделении города берлинский зоопарк оказался в его западной части, в 1953 году в столице ГДР возникли планы организации собственного зоологического парка, при назначении директора которого выбор падает на кандидатуру уже известного по своей прежней работе и компетентного Генриха Дате. Однако сам Дате скептически относился к такой идее, считая, что даже для трёх уже существующих восточногерманских зоопарков (Дрездена, Лейпцига и Галле) в настоящее время недостаточно ни животных, ни смотрителей, ни финансовых средств, и лишь посещение предлагаемого места под новый зоопарк заставило его изменить свою точку зрения и осознать это как уникальный шанс всей его жизни. На территории размером в 60 гектаров, на которой находились парк и дворец с почти 300-летней историей, он запланировал построить не традиционный — с решётками и клетками, а ландшафтный зоопарк, где животные могли бы свободно перемещаться на оборудованных для них участках, естественными границами которых стали не сетки, а заполненные водою рвы.
Ко дню открытия зоопарка Фридрихсфельде 2 июля 1955 года он насчитывал всего 400 животных 120 различных видов, и западноберлинская пресса язвительно писала, что в любом маленьком цирке их больше. Однако это не останавливало Дате: благодаря его усилиям зоопарк обзавёлся скалистым медвежатником и лужайкой для верблюдов, змеиной фермой и бассейном для белых медведей в 3000 м2, крупнейшим в мире домом для животных, названным в честь Альфреда Брема, слоновником и многими другими сооружениями. В последний год директорства Дате в его зоопарке было уже 7600 животных 900 видов. Несколько десятилетий развитие двух берлинских зоопарков в значительной степени определялось конкуренцией, своего рода «гонкой вооружений», их директоров, стремившихся во всём превзойти друг друга — будь это количество слонов или высокопоставленных гостей их заведений — причём встречи Дате со своим западноберлинским оппонентом Клёсом порою заканчивались словестными перебранками и даже тычками. Для Дате, по сути, не существовало ни выходных, ни свободных от работы вечеров, а чтобы не тратить время на дорогу домой, вместе с семьёю он жил в служебной квартире на территории зоопарка, в которой даже все столы в детских комнатах были завалены книгами по зоологии и рукописями его будущих статей.
Неоценима заслуга Дате в сохранении дворца Фридрихсфельде, находящегося на территории зоопарка и служившего первые годы зданием его управления: именно Дате был движущей силой начавшейся в 1967 году реставрации уже было предназначенному к сносу дворца, которая была закончена спустя 14 лет открытием его для широкой публики.
Когда при объединении Германии встал вопрос о целесообразности сохранения в Берлине двух зоопарков, Дате приложил немало усилий для сохранения своего детища. Тем более неожиданным для Дате стало письмо из берлинского магистрата от 7 декабря 1990 года, в котором ему было сообщено о его увольнении и необходимости в течение одной недели передать все дела и освободить своё бюро, а к концу месяца выехать из занимаемой квартиры. Последнее пережить Дате уже не пришлось: от последствий рака и эмоционального потрясения, вызванного таким обхождением новых городских властей, он скончался 6 января 1991 года.

## Научная и просветительская деятельность

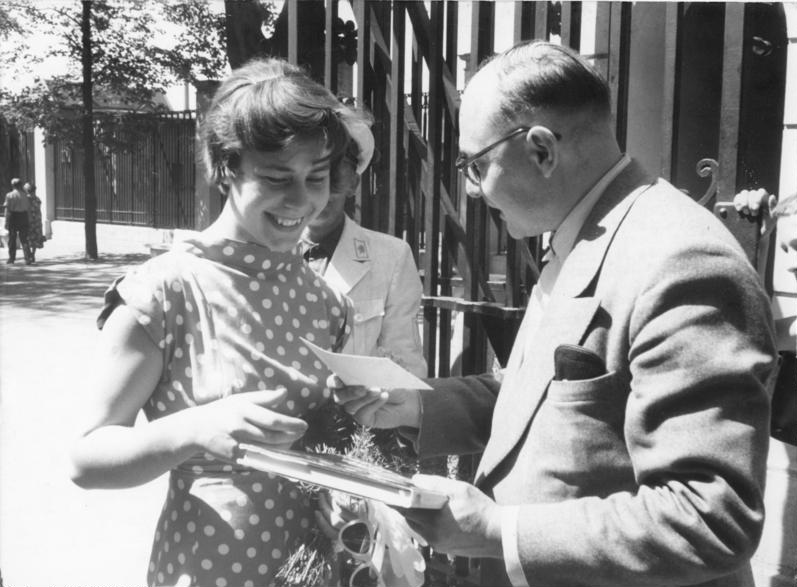
Генрих Дате приветствует миллионного посетителя своего зоопарка (1956)

Научные интересы Дате были безграничны и простирались от медицинских пиявок до ангольских жирафов, но к кругу его особого внимания относились орнитология, маммалиология и биология низших позвоночных. В общей сложности он опубликовал более 1000 научных и просветительских книг и статей, был редактором нескольких журналов по зоологии, председателем и членом многих зоологических союзов, имел учёные степени доктора естественных наук и ветеринарии, а также звание профессора. Вскоре после открытия своего зоопарка Дате организовал в нём исследовательский центр Германской академии наук, который сам и возглавил, что только подчёркивало научный характер восточноберлинского зоопарка.
Дате был также неустанным популяризатором животного мира, известным по полным драматургического таланта выступлениям и телепередачам с его участием, но, особенно, по радиопрограмме «Подслушано в зоопарке», транслировавшейся каждое воскресное утро на протяжении 33 лет и ставшей наиболее популярной передачей в Восточной Германии. А зоопарк Фридрихсфельде за те годы, которые он его возглавлял, успели посетить более 70 миллионов человек. 
Особое значение Дате придавал обучению работников, ухаживающих за животными в зоопарках, и впервые в мире принял учеников на эту профессию, не в последнюю очередь благодаря ему ГДР в своё время в плане обучения рабочих по уходу за животными заметно опережало западные страны.

## Память, мнения и оценки

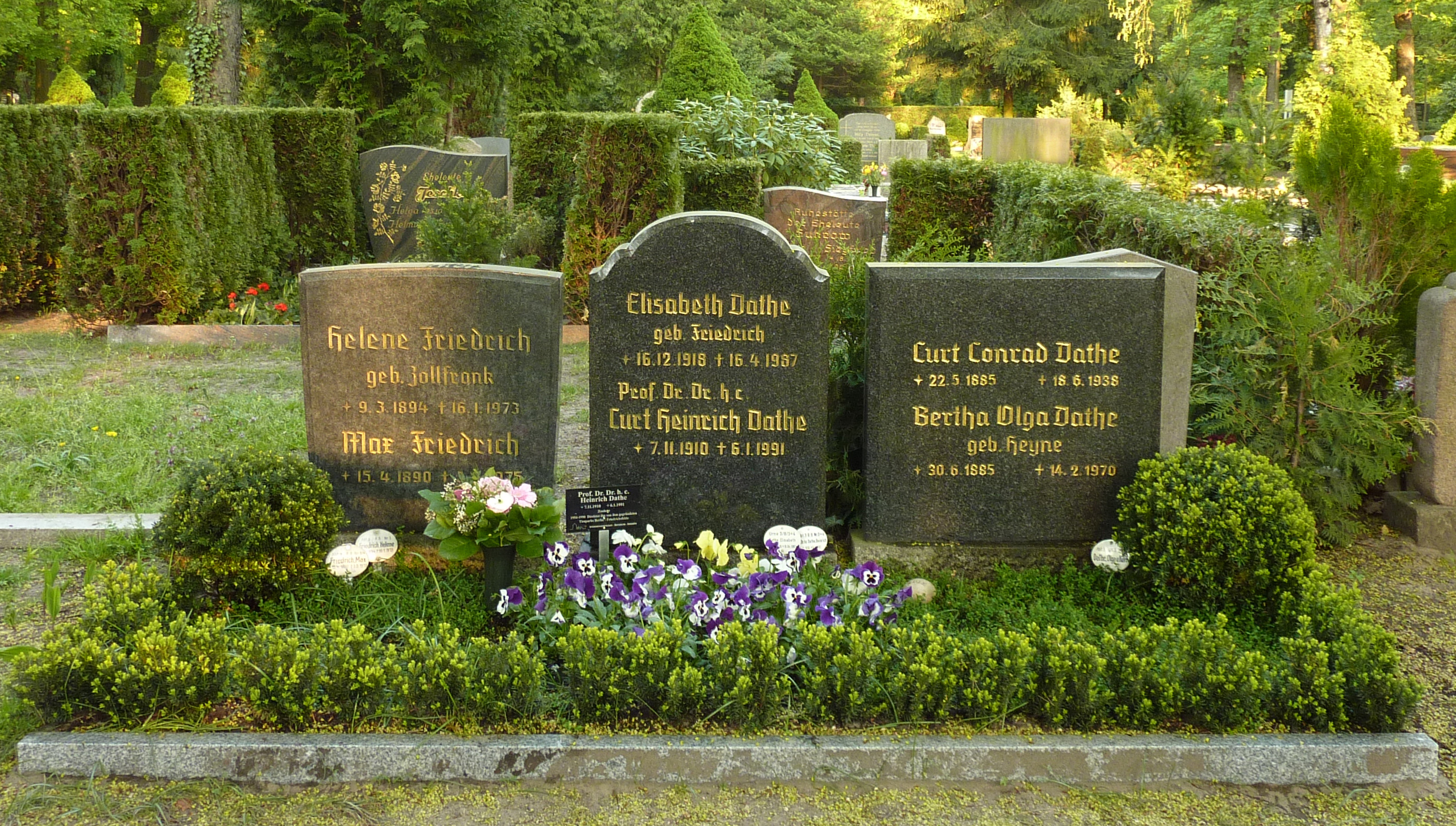
Захоронение семьи Дате в Карлсхорсте

Генрих Дате был одним из самых популярных берлинцев и зоологов Германии своего времени, недаром часто его называли «восточным Гржимеком». Его недоброжелатели не скупились на менее лестные прозвища: к примеру, «красный буржуй» или «зоопарковый Чаушеску» (с намёком на румынского диктатора тех времён). 
Дате никогда не участвовал в политической жизни ГДР, однако готов был на любой контакт с представителями власти, если только это могло пойти на пользу его зоопарку, шла ли речь о сборе средств на его нужды в Штази или встречах с партийными руководителями. Тем не менее, он не был близок правившей в Восточной Германии СЕПГ, говоря, что после членства в НСДАП, которое считал глупостью и ошибкой, он больше не вступит ни в одно политическое объединение. Принадлежность к нацистам — заключавшее для Дате, по большому счёту, лишь в сборе партийных взносов, и которое он никогда не замалчивал, объясняя его патриотическими чувствами тех времён — привели в 2009 году к дискуссии о необходимости переименования названной в его честь берлинской школы, против чего выступили ученики и представители самой школы. Ни одна из комиссий, проводившая исследования прошлого Дате, не установила какой-либо связи его с нацистскими преступлениями.
Ещё при жизни Дате был награждён Золотой звездой дружбы народов, орденом «За заслуги перед Отечеством», являлся лауреатом национальной премии ГДР в области науки и техники. Именем Дате названа площадь и прогулочная аллея в Берлине, а место его последнего пристанища  на кладбище берлинского района Карлсхорст признано почётным захоронением города. О заслугах Дате напоминает и памятная доска, установленная на фасаде «дома слонов» во Фридрихсфельде. Кроме того, своим почётным гражданином признал его Райхенбах-им-Фогтланд — город, в котором Дате родился.

## Галерея

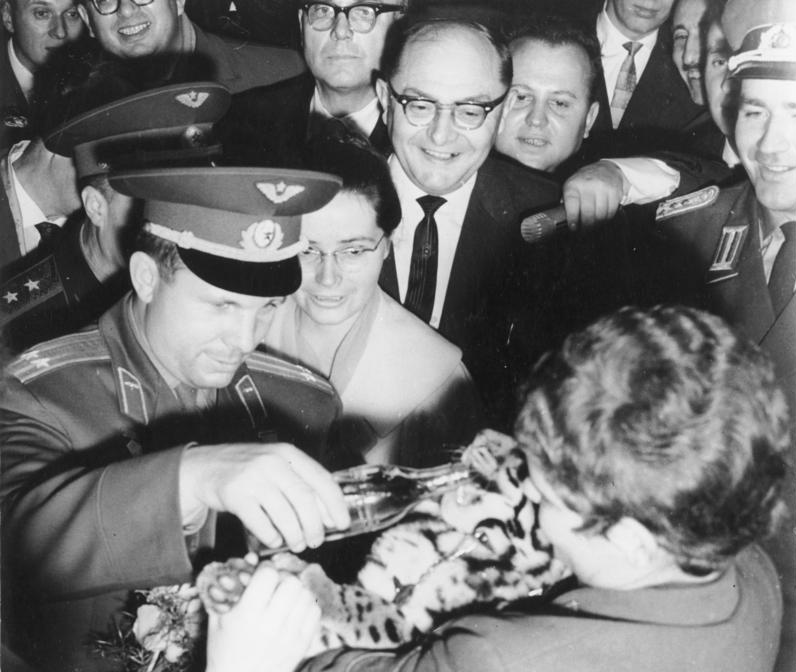
Юрий Гагарин, Валентина Терешкова и Генрих Дате во время посещения зоопарка (1963)
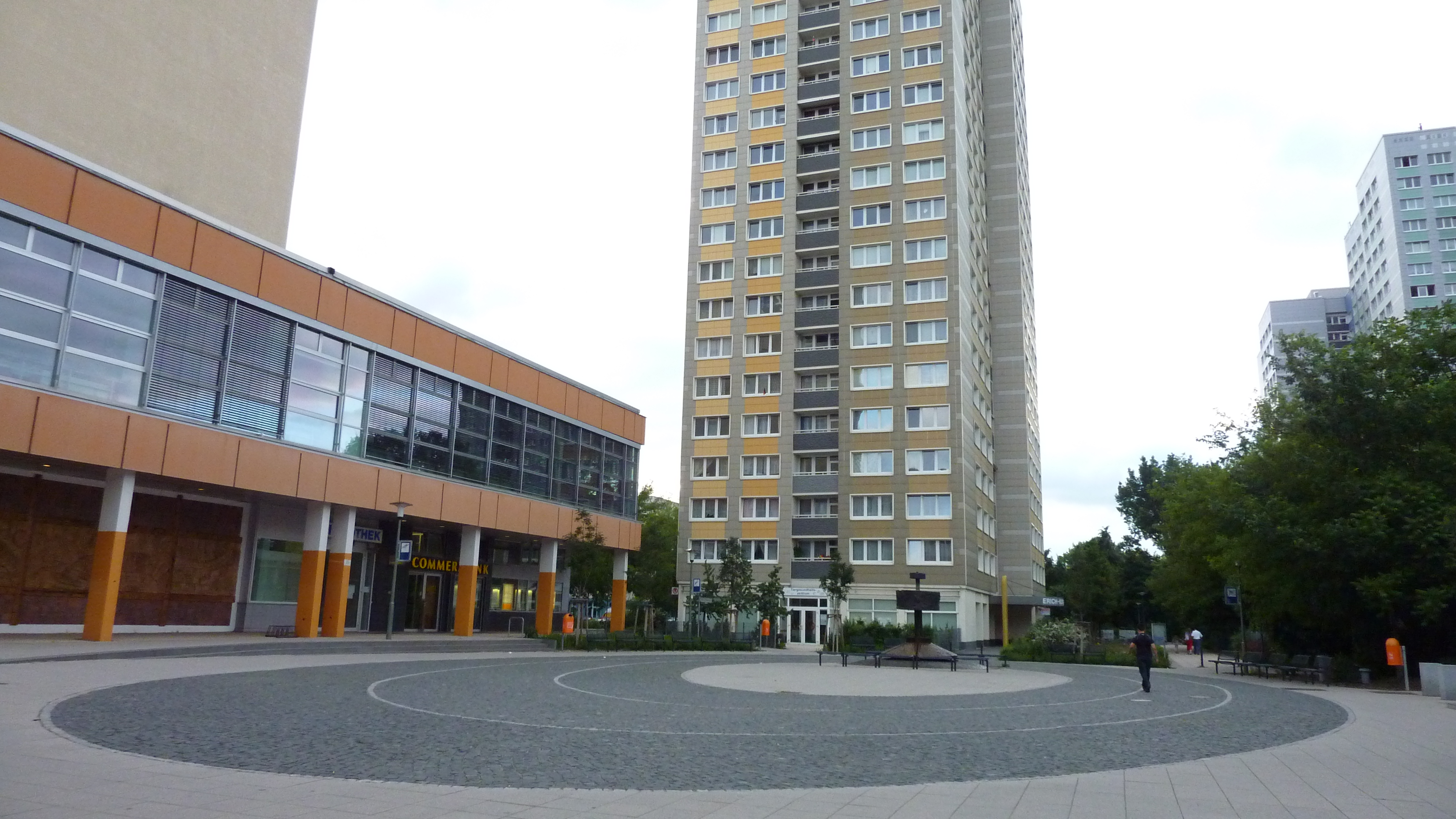
Площадь в Берлине, названная именем Генриха Дате